# Heiligenberg, Oberösterreich
Heiligenberg är en ort och kommun i Österrike. Den ligger i distriktet Grieskirchen i förbundslandet Oberösterreich, 190 kilometer väster om huvudstaden Wien.
Kommunen består av 17 orter (Ortschaften) (inom parentes invånarantal 1 januari 2024):

- Andling (59)
- Au (29)
- Bach (9)
- Bruck (14)
- Eitzenberg (49)
- Freindorf (89)
- Grub (15)
- Haid (36)
- Heiligenberg (272)
- Irrenedt (14)
- Laab (16)
- Maiden (34)
- Moos (11)
- Oberleiten (5)
- Schörgendorf (14)
- Süssenbach (36)
- Wassergraben (21)